# 顾真安
顾真安（1936年11月16日—2022年12月22日），江苏无锡人，无机非金属材料专家，中国工程院院士，中国建筑材料科学研究总院高级工程师，博导。
顾真安长期从事特种玻璃和光导纤维研究。

## 履历[1]
- 1958年，毕业于华东化工学院。
- 1997年，当选中国工程院院士。